# Jorge Salas Chávez
Jorge Alberto Salas Chávez (* 17. Juli 1914 in Avellaneda; † 24. Juni 1992) war ein argentinischer Segler.

## Erfolge
Jorge Salas Chávez nahm an fünf Olympischen Spielen in der Bootsklasse Drachen teil. 1948 belegte er bei seinem Olympiadebüt bei der in Torquay stattfindenden Regatta den siebten Platz, dabei war er neben Jorge del Río Salas Crewmitglied des von del Río Salas’ Schwager Roberto Sieburger angeführten argentinischen Bootes Pampero. Acht Jahre darauf verpasste er in Melbourne als Skipper der Pampero als Vierter knapp einen Medaillengewinn. Bei den Olympischen Spielen 1960 in Rom war er Skipper der Tango, deren Crew aus del Río Salas und Héctor Calegaris bestand. Mit der Tango belegten sie mit 5715 Punkten den zweiten Platz, nur elf Punkte vor dem italienischen Boot Venilia, und gewannen damit die Silbermedaille. Olympiasieger wurden die Griechen in der Nirefs.
Mit Calegaris und del Río Salas hatte Salas Chávez bereits ein Jahr zuvor bei den Panamerikanischen Spielen in Chicago die Goldmedaille gewonnen. Bei den Panamerikanischen Spielen 1963 in São Paulo gewann Salas Chávez im Drachen mit Rodolfo Rivademar und Fernando Sanjurjo eine weitere Goldmedaille. Die olympische Regatta 1964 in Tokio schloss er mit der Tango dagegen nur auf dem zehnten Platz ab. Seine Crew umfasste dabei erneut del Río Salas sowie Rodolfo Rivademar. Bei seiner letzten Olympiateilnahme kam Salas Chávez nicht über den 23. und damit letzten Platz hinaus.
Jorge Salas Chávez war der Neffe des olympischen Seglers Julio Sieburger.